# Lenda da descoberta da ilha de Santa Maria
A lenda da descoberta da ilha de Santa Maria é um das lendas tradicionais da ilha de Santa Maria, nos Açores. Constitui-se em um dos muitos mitos que envolvem os descobrimentos portugueses do século XV.

## Lenda
A lenda passa-se à época do Infante D. Henrique, fundador da mítica Escola Náutica de Sagres. De acordo com ela, Gonçalo Velho Cabral, marinheiro do Infante, frade devoto da "Nossa Senhora", por ordem daquele fez-se ao mar numa caravela, fazendo uma promessa à Virgem de dar o nome dela à primeira terra que encontrasse no "mar Oceano".
As viagens marítimas dos descobrimentos eram geralmente difíceis, demoradas e imprevisíveis. Os marinheiros dependiam do vigia, no alto cesto da gávea quase na ponta de um mastro, para olhar o horizonte, desde o raiar da madrugada até ao anoitecer e tentar descobrir terra.
Gonçalo Velho esquadrinhava os mapas, anotava as correntes e rezava. Passaram-se calmarias e tempestades, noites e dias, meses... Foi então que num dia de Verão, no dia de Nossa Senhora em Agosto, amanheceu um dia claro, suave, de céu limpo. A vista alcançava grandes distâncias.
Na linha do horizonte foi surgindo uma nuvem, que foi se agigantando, ganhando forma e nitidez. A dada altura o gajeiro já não tinha mais dúvidas e gritou: "Terra à vista!". Gonçalo Velho Cabral e a restante marinhagem começavam o dia, como era hábito nessas alturas, com orações a Deus e a Nossa Senhora para que os ajudasse a encontrar terras novas. Estavam a rezar a "Ave Maria", e nesse preciso momento pronunciavam "Santa Maria".
Gonçalo Velho considerou que se tratava de um milagre de Nossa Senhora a lembrar-lhe a promessa que tinha feito. Esta era a primeira ilha descoberta nos Açores, a "ilha mãe", que recebeu de imediato o nome de ilha de Santa Maria.
Segundo a lenda, esta fé de Gonçalo Velho perpetuou-se no local, onde ainda se mantém grande devoção em Nossa Senhora, festejada efusivamente no mês de Agosto de cada ano.